# Sam Oldham
Sam Joshua Oldham (nacido el 17 de febrero de 1993) es un gimnasta artístico inglés que representa a Gran Bretaña. Formó parte del equipo masculino británico en los Juegos Olímpicos de Verano 2012 que ganaron bronce en la competición por equipos. Él es también un campeón júnior de Europa en tres ocasiones y ganó la barra de oro horizontal individual en los Juegos Olímpicos de Verano de la Juventud 2010 en Singapur.

## Vida personal
Sam Oldham nació el 17 de febrero de 1993, hijo de Bob y Dawn Oldham. Oldham vive actualmente en Keyworth, Nottinghamshire, Inglaterra con sus padres y tres hermanos.
La primera escuela de Sam era la Crossdale Drive Primary School en Keyworth. Oldham luego asistió a la Escuela Rushcliffe en West Bridgford antes de salir de la institución a los 14 años de estar en casa-aprendiendo para que pudiera centrarse en su formación.

## Carrera
Oldham dejó la escuela Rushcliffe y se trasladó a Huntingdon a la edad de 14 para entrenar con los ginastas con destino a los Juegos Olímpicos de Verano de 2008, donde se alojó con la familia de su compañero gimnasta Cameron MacKenzie. Sus otros compañeros de entrenamiento incluyen al eventual medallista de bronce del caballo de pomo de espada Louis Smith. Smith más tarde agradeció a Oldham por ser su compañero de entrenamiento previo a Beijing.